# Arnaldo Pomodoro
Arnaldo Pomodoro (Morciano di Romagna, 23 giugno 1926 – Milano, 22 giugno 2025) è stato uno scultore e orafo italiano.
Fratello maggiore di Giò, anch'egli scultore, viene considerato uno dei più grandi esponenti della scultura contemporanea italiana.
È famoso soprattutto per le particolari sfere di bronzo, il materiale che predilige per le sue opere, che si scompongono, si "rompono" e si aprono davanti allo spettatore, il quale è portato alla ricerca e alla scoperta del meccanismo interno, in un contrasto tra la levigatezza perfetta della forma e la complessità nascosta dell'interno.

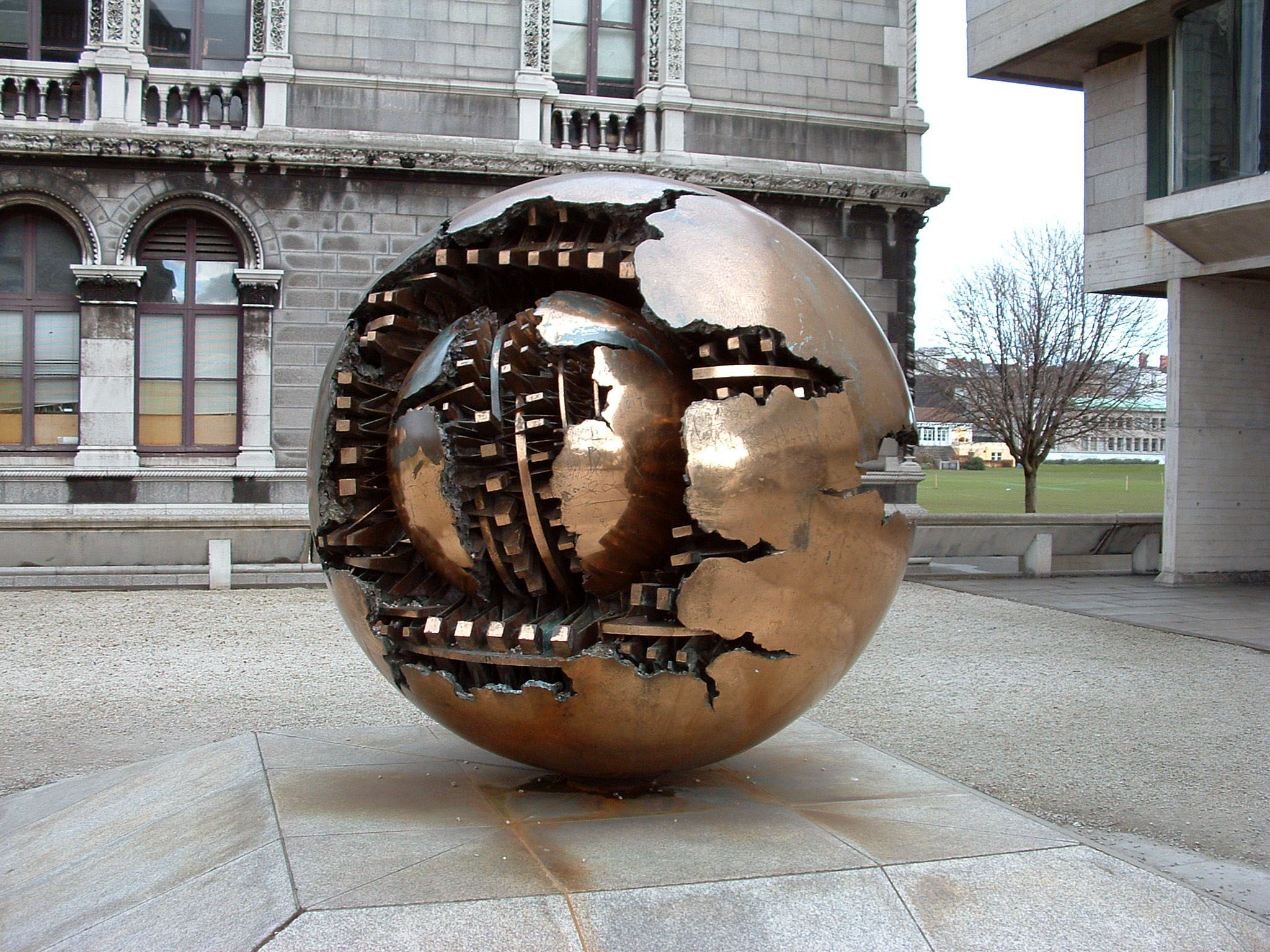
Sfera con sfera, Trinity College, Dublino

## Biografia
Pomodoro studia da geometra per poi dedicarsi, quasi subito dopo, alla scultura, per la quale sviluppa a poco a poco, all'inizio degli anni cinquanta, un'enorme passione. Lentamente il suo linguaggio caratteristico, informale, si va evolvendo adattandosi di volta in volta alle caratteristiche del materiale usato: prima l'oro e l'argento, per dei monili, poi il ferro, il legno, il cemento e il bronzo, che diverrà la sua materia base per opere di piccole dimensioni e per le sculture monumentali che lo hanno reso celebre.

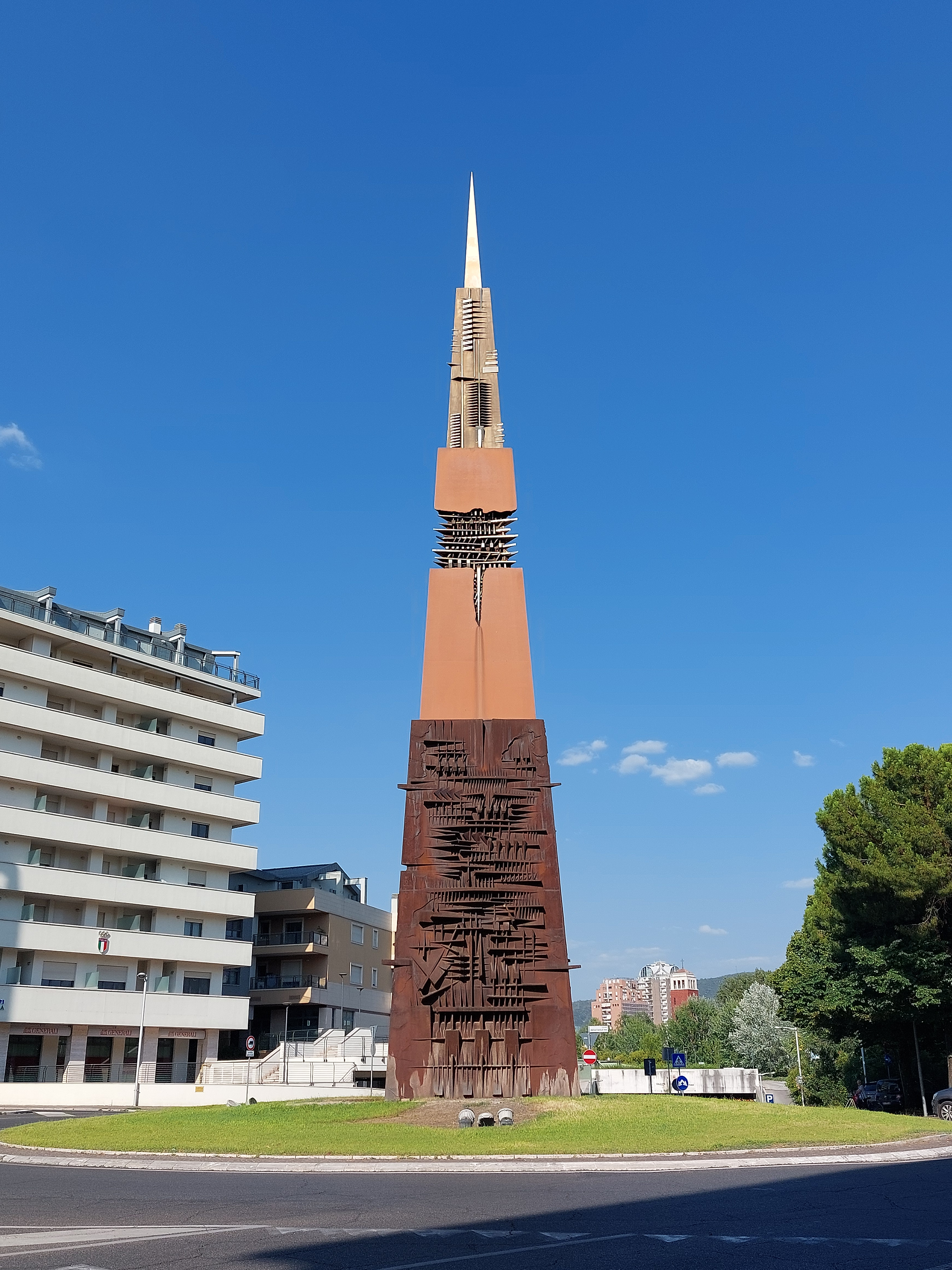
Lancia di Luce, Terni

Dal 1954 vive e lavora a Milano, accanto alla Darsena di Porta Ticinese.
Nel 1961 e 1962 prende parte, con Lucio Fontana e altri artisti, al gruppo informale "Continuità", grazie al quale raffina un proprio stile, esprimendo la sua arte nell'equilibrio tra le geometrie esterne e i meccanismi interni delle sue opere monumentali, più adatte alle sue capacità espressive di quelle di dimensioni ridotte, che non gli permettono di indagare all'interno del soggetto rappresentato.
Le sue opere sono presenti in diverse città del mondo, quali Lampedusa, Sorrento, Rimini, Pesaro, Marsala, Genova, Roma, Milano, Monza, Pavia, Terni, Torino, Tivoli, Belluno, San Giovanni Rotondo (nella basilica di Padre Pio di Renzo Piano) Copenaghen, Brisbane, Dublino (nel Trinity College), Los Angeles, oltre a figurare al Mills College in California, nel Cortile della Pigna dei Musei Vaticani, nei maggiori musei mondiali e all'ONU.

### Insegnamento
Pomodoro ha anche insegnato, per un breve periodo, nei dipartimenti d'arte di diverse università statunitensi, tra le quali risultano quella di Stanford, quella della California, quella di Berkeley ed il Mills College. Dirige il "Centro TAM" (Trattamento Artistico dei Metalli) per la formazione dei giovani, istituito in collaborazione con il comune di Pietrarubbia in provincia di Pesaro e Urbino nel Montefeltro, dove ha passato gran parte della sua infanzia, dal 1990.

### Stile
(Selezione del Reader's Digest, marzo 2002)

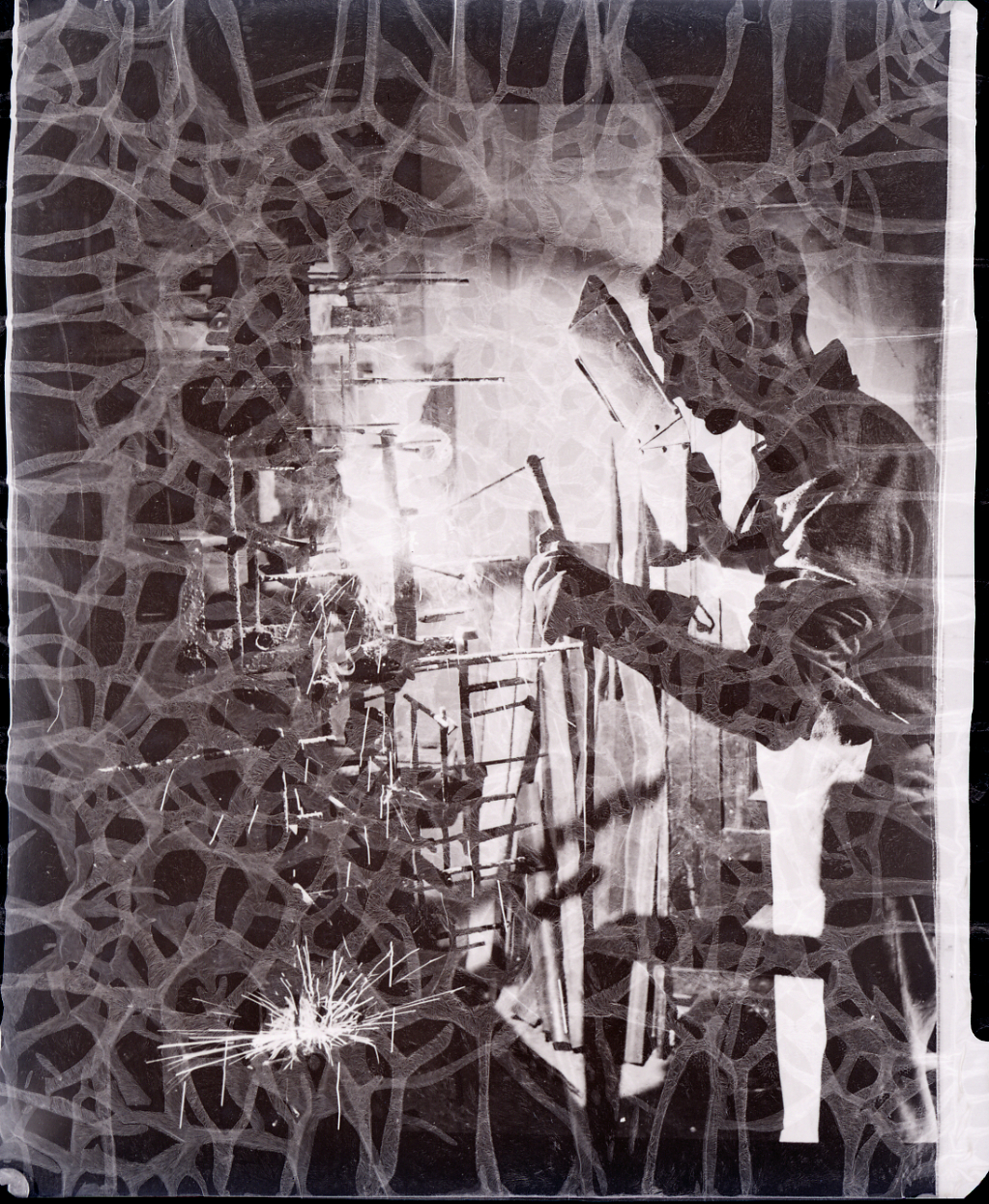
Arnaldo Pomodoro al lavoro in una foto artistica di Paolo Monti, del 1975

Nella sua arte domina un rigoroso "spirito geometrico", per cui ogni forma tende all'essenzialità volumetrica della sfera, del cubo, del cilindro, del cono, del parallelepipedo e di altri solidi euclidei perfetti, nettamente tagliati, le cui ripetizioni in schiere o segmenti, rettilinei o circolari, sono paragonabili alla successione delle note in una composizione musicale, o ad ingranaggi di macchinari nascosti all'interno dei massicci contenitori, resi parzialmente visibili dalle spaccature e dai tagli che rompono le superfici levigate esterne.
La coerenza nell'associazione delle strutture interne alla monumentalità esteriore delle opere di grandi dimensioni dà vita all'opera di Pomodoro. Lo spazio esterno non esiste: tutto si svolge all'interno del manufatto, nelle "viscere" racchiuse dalle pareti lisce e lucenti, da nitidi volumi, perfettamente delineati.
L'autorevolezza e l'importanza di un artista derivano non soltanto dalla sincerità che gli regge la mano, ma anche da significato innovativo che riesce a conferire a uno o più elementi del suo discorso: sarebbe a dire dall'originalità che questi vengono ad assumere nel contesto espressivo. Nel caso di Arnaldo Pomodoro, la scultura si porta dentro un'aspirazione e un destino di libertà. Fin dagli esordi le sue opere, i primi rilievi, celebrano una creatività di artigianato spontaneo e fantastico che rivela una gioia e una forza vitali, intrise, però, di una sacralità arcaica. L'alfabeto d'impronta cuneiforme all'origine della poetica espressiva di Pomodoro si concretizza in una dimensione in cui lo spazio del vissuto e la memoria si mescolano. Il segno plastico di Pomodoro è componente di un linguaggio che ha in sé potenzialità indefinite e indefinibili, che vuole prescindere dalle cose così come appaiono per giungere a una profondità che a volte è poco oltre l'immediato e che riassume e concentra in sé tutta l'essenza della realtà. Il fare artistico diventa creazione, come in Klee, di "forme e spazi" che vengono prodotti in "proporzioni scelte" con ricchezza d'invenzione secondo una minuscola e preziosa tessitura in sintonia con il ritmo interno delle proprie pulsioni. L'artista dunque, come un demiurgo platonico, ha la facoltà di "generare" il reale e di farlo in forme nuove, in forme che vanno oltre l'ovvietà dell'apparente e del conosciuto per raggiungere nuovi accenti di poesia e di vita.
Arnaldo muore nella sua casa di Milano, il 22 giugno 2025, alla vigilia dei 99 anni di età. I funerali si svolgono, quattro giorni dopo, nella chiesa di San Fedele a Milano. Il corpo sarà cremato al cimitero di Pavia e le ceneri affidate alla famiglia.

### Altre opere
Le opere di Pomodoro sparse per il mondo non si esauriscono con quelle della precedente elencazione.

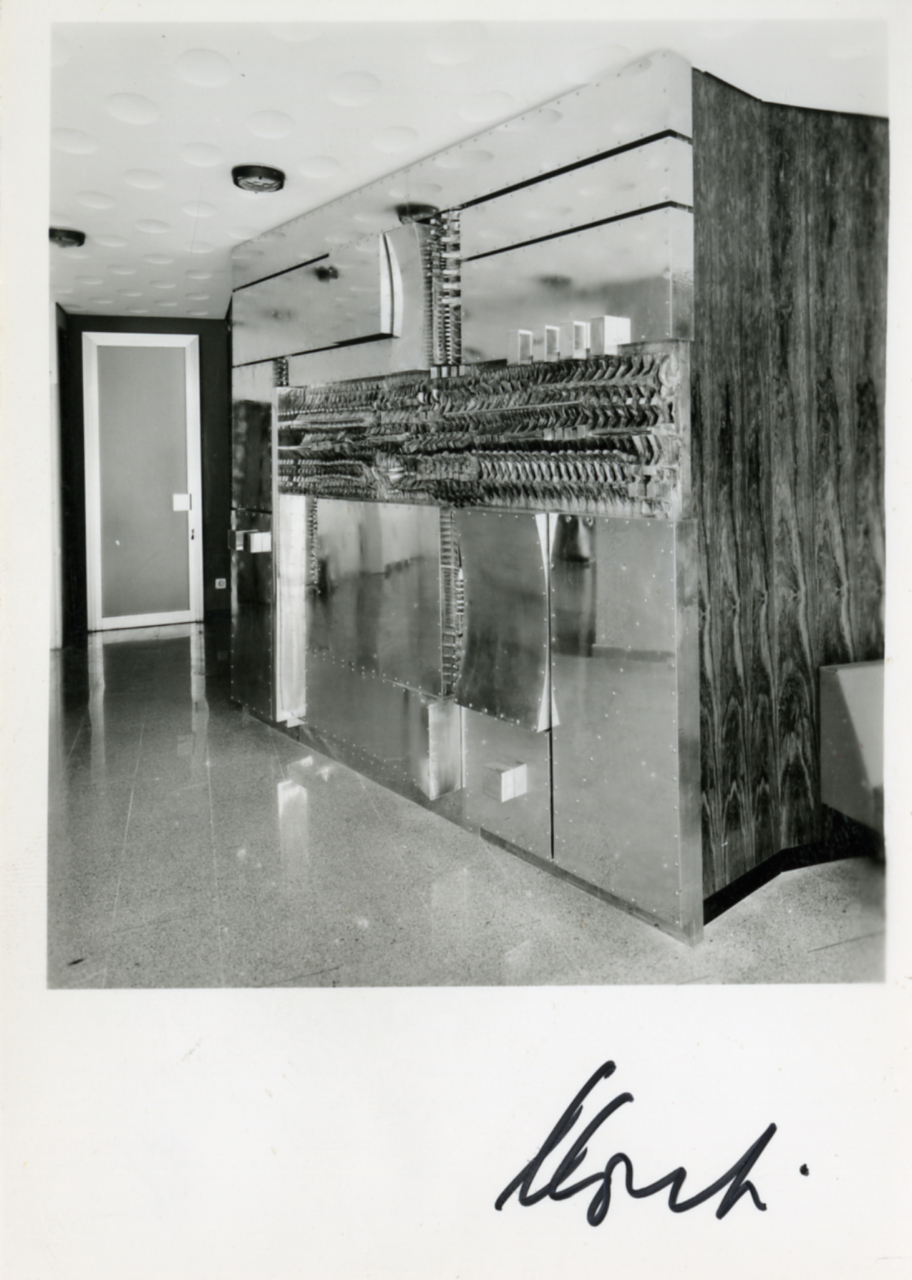
La vera perla dei lucidi, atrio della sede di Milano di Rank Xerox, via Andrea Costa 17. Foto di Paolo Monti con autografo del 1965

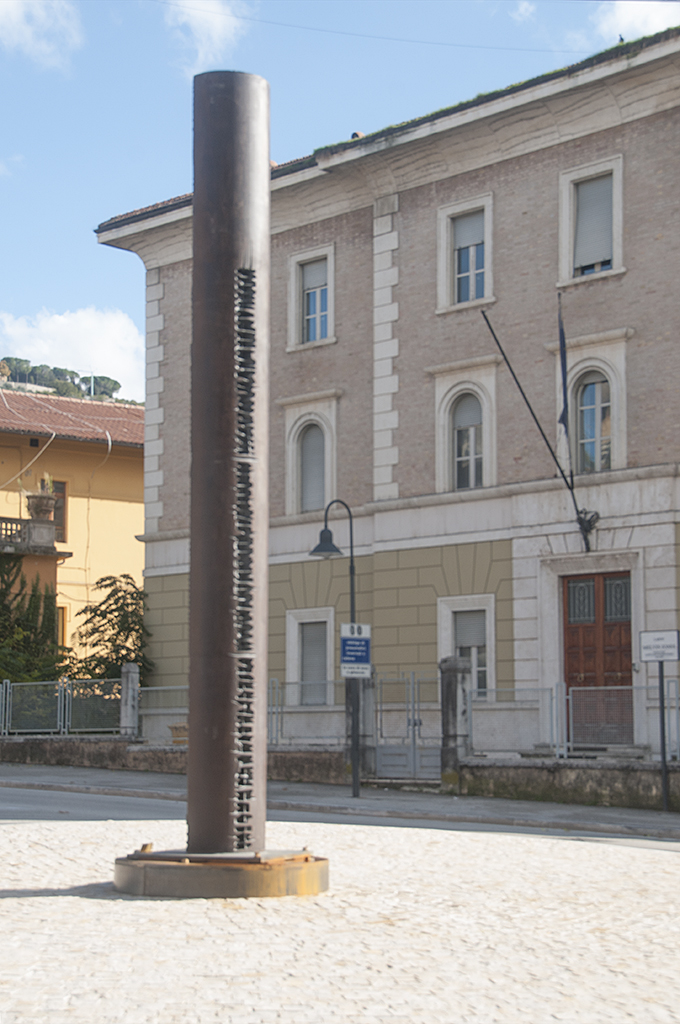
Colonna del viaggiatore a Spoleto, del 1962

L'opera La Colonna del viaggiatore, del 1962, realizzata per la mostra curata da Giovanni Carandente a Spoleto Sculture in città, segna il passaggio di Pomodoro alla scultura volumetrica. È la prima opera di grande mole realizzata dallo scultore. Conclusa la mostra, l'opera venne generosamente donata alla città di Spoleto.
Nel 1991, la sua opera Disco Solare è stata collocata davanti al Palazzo della Gioventù di Mosca, come dono all'Unione Sovietica del governo italiano nel periodo di disgelo post-guerra fredda. L'anno seguente, 1992, un'altra opera di grandi dimensioni, Papyrus, è stata collocata a Darmstadt, in Germania, nei giardini del nuovo Palazzo delle Poste e Telecomunicazioni.
Nel 1993 il Centro Biotecnologie Avanzate di Genova ha commissionato a Pomodoro un'opera bronzea monumentale rappresentante le fonti della ricerca, lavoro collocato al centro di una grande fontana.
Nel 1995 ha realizzato una scultura in memoria del grande regista scomparso Federico Fellini, su commissione del comune di Rimini e sempre nel 1995 ha realizzato a Terni la Lancia di Luce, un imponente obelisco in acciaio, cromo e rame, che simboleggia l'evoluzione tecnologica moderna della città e delle sue celebri acciaierie.
Nel 1996, l'opera Sfera con sfera, di oltre tre metri di diametro, è stata collocata nel piazzale delle Nazioni Unite a New York, mentre nel 1998 ha progettato il portale del Duomo di Cefalù, in Sicilia.
Sono presenti sue opere (l'altare e la croce sopra di esso) nella chiesa di Sant'Anna di Sciara (Sicilia), realizzate nel 1986, opere realizzate successivamente in altri materiali anche nel santuario di San Pio da Pietrelcina a San Giovanni Rotondo e La grande sfera bronzea, presente nel piazzale del lungomare di Pesaro.
Nel dicembre 2007 l'opera Cuneo con frecce è stata realizzata e posizionata a Torino, davanti alla sede centrale della SMAT, in occasione del centenario dell'azienda.
Tra il 1977 e il 1991 l’autore ha donato con atto pubblico un ricco gruppo di opere alle collezioni dello CSAC, Centro Studi e Archivio della Comunicazione (archivio e centro di ricerca dell'Università degli Studi di Parma), composto da 33 sculture (21 delle quali adornano i corridoi e l'aula magna del Palazzo dell'Università degli Studi di Parma), 47 opere su carta e 23 gioielli e medaglie. Questo fondo è pubblico e interamente consultabile.

La scultura bronzea sul lungomare di Pesaro

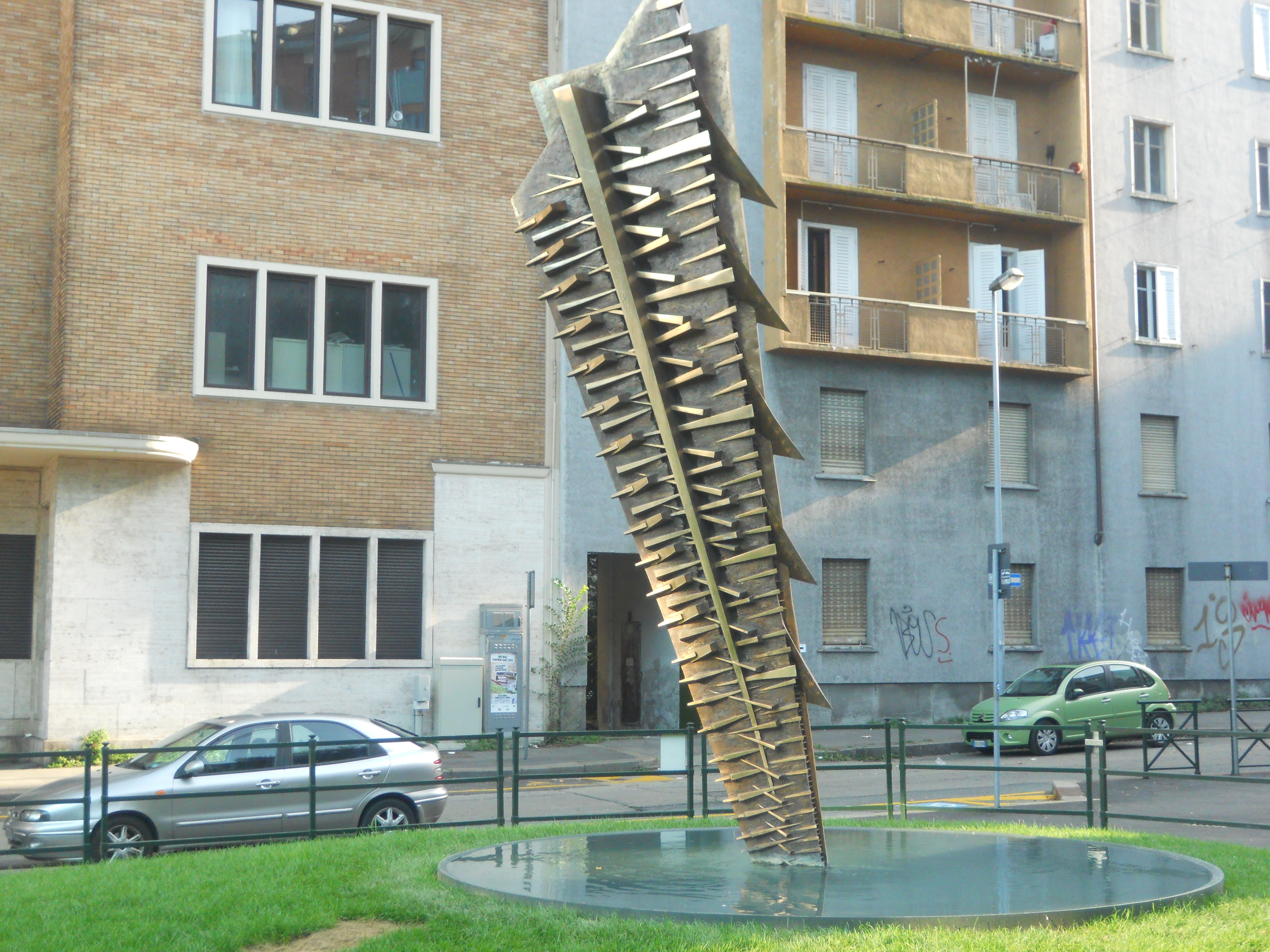
Il cuneo con frecce a Torino, davanti alla sede uffici SMAT

## Esposizioni principali
Tra le maggiori "personali" dedicate allo scultore nel mondo, vanno ricordate quella alla Rotonda della Besana di Milano (1974), al Musée d'Art Moderne de la Ville de Paris (1976), al Forte Belvedere di Firenze (1984), a Palazzo dei Diamanti di Ferrara (1987), al Museo all'Aperto di Hakone, in Giappone (1994), alla Rocca Malatestiana di Cesena (1995), al Museo della Città di Rimini (1995), alla Marlborough Gallery di New York (1996), a San Leo (1997), alla Torre di Guevara di Ischia nel 2003, a Palazzo Crepadona di Belluno (2006), a Fortezza del Priamar di Savona (2007). Ha tenuto esposizioni itineranti nei musei europei, americani, australiani e giapponesi. Nel 2008 è stata ospitata un'esposizione di sue sculture "en plein air" ad Orta San Giulio, in provincia di Novara.

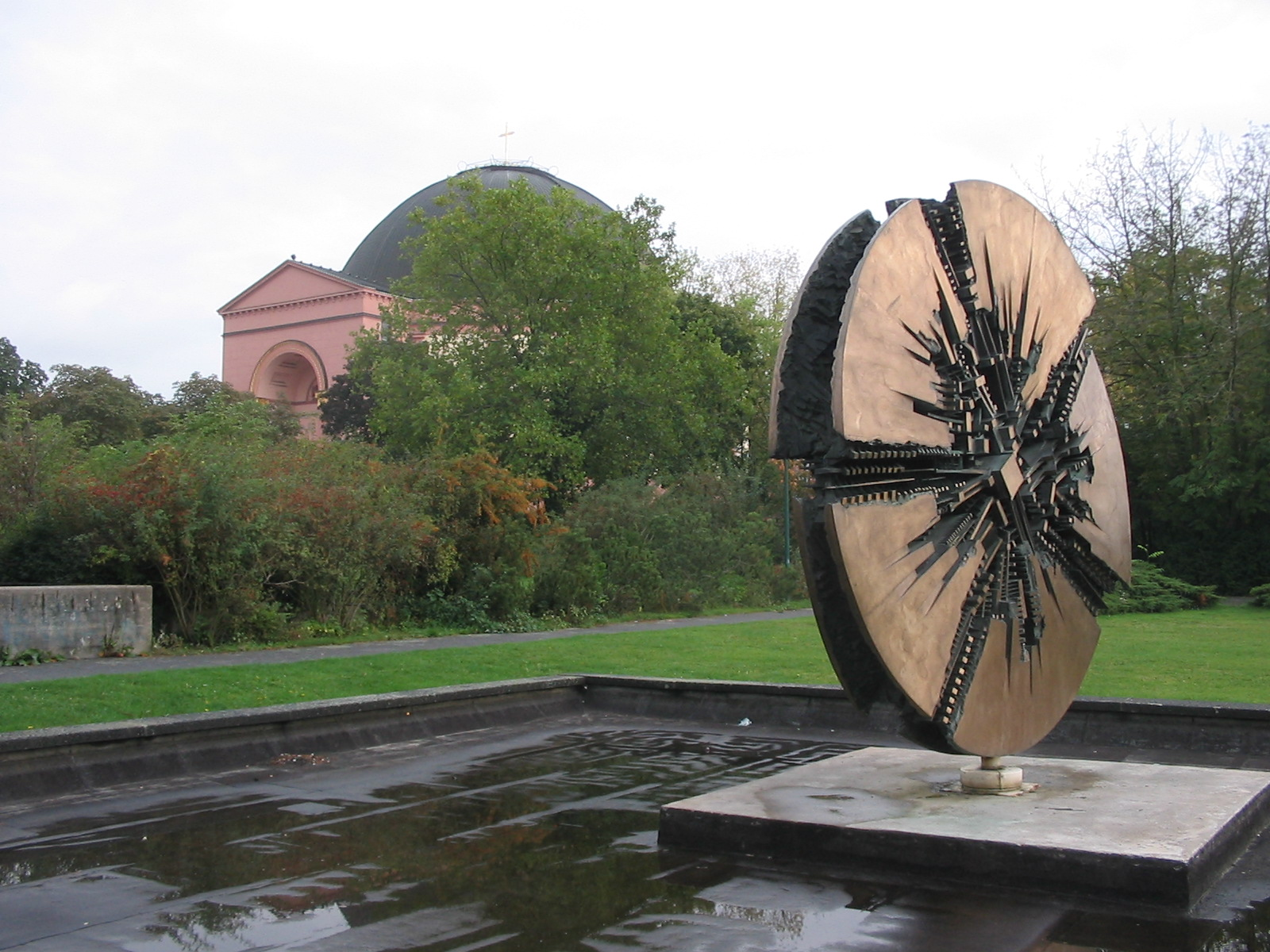
Il Grande Disco a Darmstadt, in Germania

## Premi
La lunga carriera di Pomodoro è stata riconosciuta e premiata: 
- 1960 – Spoleto, nell'ambito dell'ottava edizione del Premio Spoleto;
- 1963 – San Paolo, Brasile;
- 1964 – Venezia;
- 1967 – Uno dei sei premi internazionali del Carnegie Institute;
- 1981 – Gran Premio Henry Moore, in Giappone;
- 1990 – Praemiu Imperiale, dalla Japan Art Association, per la scultura (in quell'anno Federico Fellini lo vinse per il cinema ed il teatro);
- 2004 – premio Fernanda Pivano, di cui successivamente è diventato autore della targa.

## Onorificenze e riconoscimenti
Ha ricevuto la "Laurea in Lettere honoris causa dal Trinity College dell'Università di Dublino, davanti al quale si erge una sua statua, donata proprio per quest'occasione, e quella honoris causa in Architettura e Ingegneria dall'Università di Ancona, e nello stesso anno ha ricevuto il premio Ubu grazie alle scenografie di Nella solitudine dei campi di cotone di Bernard-Marie Koltès. È stato socio onorario dell'Accademia di Brera di Milano, dal 1993, e nel 1994 ha ricevuto il premio della Presidenza del Consiglio dei ministri. Per i meriti conseguiti nell'ambito della sua attività artistica, è stato inoltre eletto Accademico Ordinario dall'Accademia delle arti del disegno di Firenze. Nel 1990 riceve il premio Ubu per la migliore scenografia dello spettacolo teatrale, I paraventi di Jean Genet. Riconquista il premio nella stagione 1991-1992 con Nella solitudine dei campi di cotone di Bernard-Marie Koltès.

## Opere

### Sculture
- Triade, 1979, Pavia, Horti Borromaici
- La luna il sole la torre, 1955

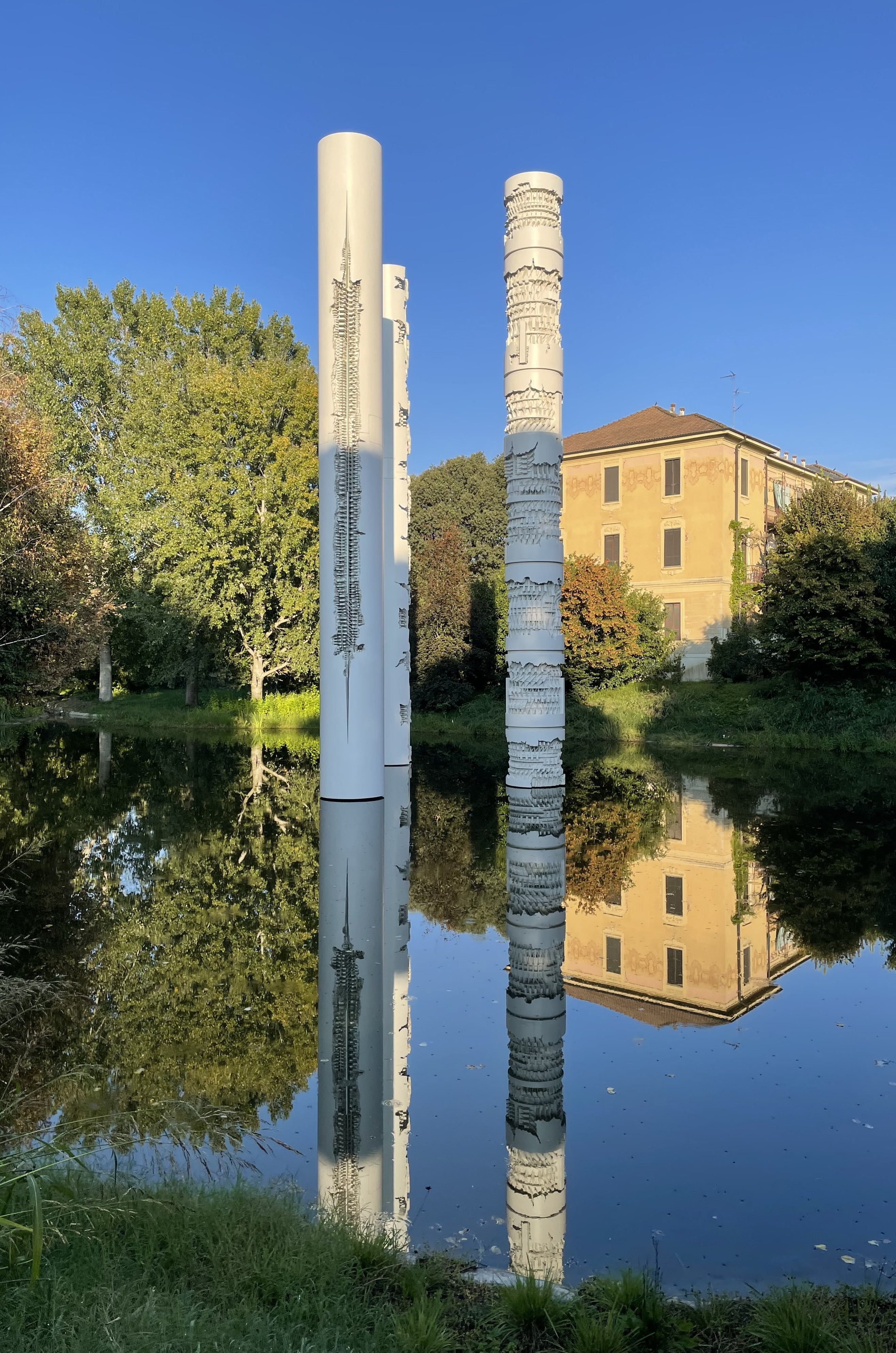
Triade, 1979, Pavia, Horti Borromaici

- Paesaggio con il sole in basso, 1955
- Nutrimento solare, 1956
- Il giardino nero, 1956
- Tavola dei segni, 1957, II, 1957
- Lo stagno omaggio a Kafka, 1957
- Il muro, 1957
- Orizzonte, 1957, II, 1957
- Una scelta, 1957
- Luogo di mezzanotte, 1957
- La colonna del viaggiatore 1, 1960
- Grande tavola della memoria, 1959-1965
- Il cubo, 1961-1962
- La colonna del viaggiatore, bronzo, 1962, Spoleto
- Radar n. 1, 1962
- Sfera con sfera, 1963
- Sfera n. 1, 1963
- Sfera, 1964
- Sfera n. 5, 1965
- Lettera a K., 1965
- Sfera grande, 1966-1967, Roma, piazzale della Farnesina
- Il grande ascolto, 1967-1968
- Rotante minore, 1968-1972, Pieve di Cento, MAGI '900
- Colonna a grandi fogli (per Mondadori), studio (1972)
- Triade, 1979, Pavia, Horti Borromaici.
- Disco Grande, bronzo, 1980, Milano, piazza Meda
- Movimenti di crollo, 1980, Gallarate, largo Camussi
- Cippo, I, 1983-1984
- Papyrus, 1984
- Colpo d’ala, 1984
- Asta cielare, XX, 1980-1985
- Giroscopio, I, 1986-1987
- Scettro, I, II, III, IV, V, 1987-1988
- Obelisco Cassodoro, bronzo, Lampedusa (1988)
- Edicola, 1991
- Rotativa di Babilonia, 1991
- Le fonti della ricerca, 1993, bronzo, Genova, Centro Biotecnologie Avanzate - IST
- Arco, 1995, Castellamonte (TO) ceramica e terra rossa
- Lancia di luce, acciaio, cromo e rame, 1995, Terni
- Le battaglie, 1995
- Ingresso nel labirinto, 1995
- Cero Votivo di 15 metri, immolato a Sant'Agata, comune di Catania, 3 febbraio 1999
- Novecento, 2000-2002, bronzo, Roma, piazzale Pier Luigi Nervi
- Punto dello spazio, 2003
- Porte della luna e del sole, 2003-2004
- Rilievo III, 2009
- Continuum X, 2010
- Progressione e stasi, studio, 2011
- Disco, 2011
- Sfera, 2013

### Progetti architettonici
- Progetto per il nuovo cimitero di Urbino, 1973
- Tenda fortilizio, 1975-1980
- Porta d'Europa, 1978-79
- Piramide della mente, 1986
- Lunghe tracce concentriche, 1986
- Papyrus per Darmstadt, studio, 1988-1989
- Punta d'oro, studio, 1992
- In memoria di Giovanni Falcone, studio, 1992
- Porta dei Re del Duomo di Cefalù, studio II, 1997-1998
- The Site of Silence, 1999
- Il luogo della freccia, 2005

### Progetti scenici
Pomodoro, nella sua lunga e prestigiosa carriera, si è dedicato anche alla scenografia teatrale, realizzando gli allestimenti per grandi spettacoli, tra i quali:
- Semiramide di Gioachino Rossini. Teatro dell'Opera di Roma (1982)
- Orestea di Gibellina di Emilio Isgrò, tratta da Eschilo (1983-1985)
- Didone di Christopher Marlowe (Orestiadi, 1986): Aratro, pressi chiesa madre di Quaroni, Gibellina Nuova (TP)
- Alceste di Christoph Willibald Gluck. Teatro dell'Opera di Genova (1987) – scene e costumi
- Oedipus rex di Igor' Fëdorovič Stravinskij. Siena (1988)
- La Passione di Cleopatra di Ahmed Shawqi, poeta egiziano (1989)
- I Paraventi di Jean Genet. Teatro Comunale di Bologna (1990) – scene e costumi
- Nella solitudine dei campi di cotone di Bernard-Marie Koltès (1992)
- Più grandiose dimore di Eugene O'Neill (1993)
- Oreste di Vittorio Alfieri (1993)
- Stabat Mater, La passione secondo Giovanni e Vespro della Beata Vergine di Antonio Tarantino (1994-1995)
- Moonlight di Harold Pinter (1995)
- Drammi Marini di Eugene O'Neill (1996)
- Antigone di Jean Anouilh (1996)
- Tempesta di William Shakespeare (1998) – scene e costumi
- Un ballo in maschera di Giuseppe Verdi. Opernhaus di Lipsia (2005) – scene e costumi
- Teneke di Fabio Vacchi. Teatro alla Scala di Milano (2007) – scene e costumi
- Šárka di Leoš Janáček e Cavalleria rusticana di Pietro Mascagni. Teatro La Fenice di Venezia (2009) – scene
- Orestea di Eschilo. Teatro greco di Siracusa (2014)

### Grafiche
- Sfera, 1964-1999
- Sfera, 1964-1999
- Cronaca 6: Francesco Leonetti, 1977
- Cronaca 3: Ugo Mulas, 1977
- Cronaca 2: Gastone Novelli, 1977
- Lettera con discesa, 1977
- Lettera del cuore, 1977
- Immagine trasversale, 1977
- Tracce I, 1998
- Sogno V, 1988-1993
- Sogno VII, 1988-1993
- Tracce III, 1998
- Tracce II, 1998
- Tracce III, 1998
- Tracce IV, 1998
- Tracce V, 1998
- Tracce VI, 1998
- Tracce VII, 1998
- Stele I, IV, 1999
- Pagina solare, 2002
- Frammento I, II, III, IV, V, VI, VII 2004
- Impronta, 2004
- Per Capodanno, 2006
- Untitled, 2007
- Per Capodanno, 2008
- Per Capodanno, 2012